# Concert per a violí núm. 1 (Bruch)

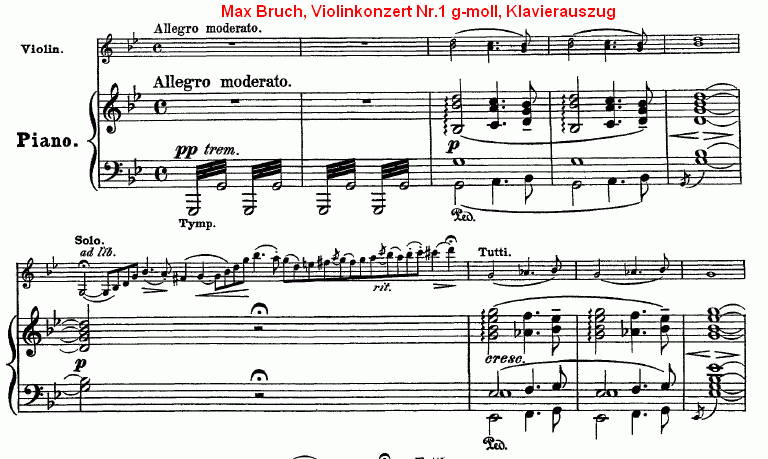
Part de la partitura del concert per violí.

El Concert per a violí núm. 1 en sol menor, op. 26, va ser compost per Max Bruch entre 1864 i 1866. Després de diverses revisions, Bruch li va donar forma final el 1868. La primera versió va ser estrenada a Coblença el 24 d'abril de 1866 per Otto Von Königslöw al violí, sota la direcció del mateix Bruch. La versió final va ser estrenada el 7 de gener de 1868 per Joseph Joachim sota la batuta de Karl Reinthaler.
Ja que Bruch no era violinista, durant la composició de l'obra va demanar ajuda a Joachim a qui finalment va dedicar la partitura. El concert és la peça més coneguda de Bruch, i és considerat com un dels més populars dins del repertori romàntic alemany (al costat dels de Brahms i Beethoven). La seva popularitat ha eclipsat altres obres del compositor, els seus altres concerts per a violí i la seva Fantasia escocesa.
A més d'aquest concert, Bruch va compondre uns altres dos concerts, també per a violí i orquestra, tres simfonies, quatre òperes i altres obres. Aquest concert es pot incloure dins dels quatre grans concerts per a violí escrits al segle xix.
Max Bruch treballà en la composició del seu concert opus 26 des dels 20 als 28 anys, i l'acabà poc després de ser nomenat director musical de la ciutat de Coblença. En un principi Bruch no es va atrevir a anomenar concert a l'obra que acabava d'escriure, ja que el seu primer moviment és més una introducció que un moviment de concert. Però és justament en ell on s'arriba a les màximes cotes. La seva gran riquesa líric-melòdica, l'accessibilitat dels temes, la seva brillantor i virtuosisme, combinats amb una enorme expressivitat, creen una atmosfera de subtilitat i refinament que empenyen l'oient cap sensacions de gran intensitat.

## Moviments
El concert està dividit en tres moviments (els dos primers units) i una execució mitjana que dura al voltant de 25 minuts. Els moviments són:
1. Vorspiel - Allegro moderato
2. Adagio
3. Finale - Allegro energico

El primer moviment comença en un clima d'assossec, amb un tema que es repetirà diverses vegades durant tot el concert, en forma de diàleg entre l'orquestra i el solista. Ràpidament es resol en el tema principal, on s'aprecia el virtuosisme del solista. Una sèrie de refilets condueix cap al cant malenconiós del violí, en una mena de contradicció entre dramatisme i alegria. Les variacions sobre el motiu principal, bé amb l'orquestra, bé amb el violí, o amb tots alhora, porten al clímax del moviment, amb una esplendor i una brillantor brahmsiana. Apareix ara la cadenza, finalitzant en un pianissimo que s'encadena amb l'inici del segon moviment.
L'Adagio és indubtablement un dels millors moviments lents de tots els concerts per a violí. S'estructura sobre un tema molt simple però efectiu, per la seva cantabilitat melòdica. Aquest es veurà repetit diverses vegades, ornamentat de formes diferents al llarg del desenvolupament, perquè es pugui apreciar la profunditat de sentiments que s'alberguen en la seva música.
El Finale és un Allegro enèrgic en què Bruch utilitza temes extrets del folklore popular amb un estil fogós i aires de certa grandesa. Aquí torna a enlluernar el virtuosisme i la brillantor de la part solista, amb un acompanyament orquestral que es mostra pletòric. Bruch ofereix la seva millor faceta com a orquestrador, desenvolupant un moviment informal i alegre, amb constants canvis de to de major a menor sobre la mateixa melodia, finalitzant en un Presto final desenfrenat i progressiu.